# Alkmene (táo)

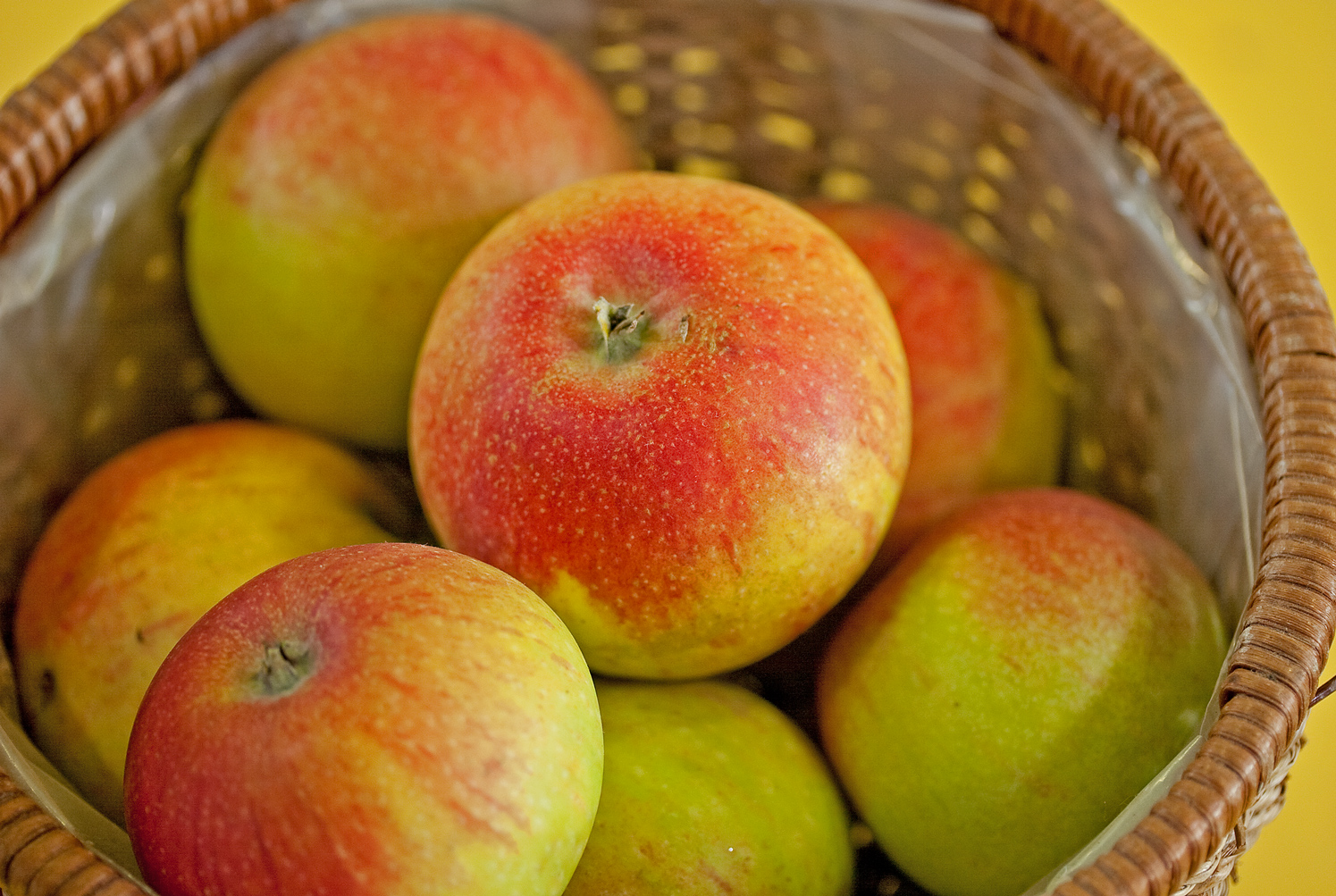
Một giỏ táo Alkmene

Alkmene là một giống táo được thuần hóa của Đức, còn được gọi là Early Windsor.
Hai đột biến tự nhiên (sports) của giống cây có vỏ màu đỏ này đã được chọn: một loại được gọi là Red Alkmene đã được đăng ký nhãn hiệu dưới tên Red Windsor; cái còn lại là Ceeval.
Nó được phát triển từ những năm 1900 đến 1949, bởi Viện Kaiser Wilhelm ở Müncheberg, Đức, bằng cách vượt qua hai giống cây ' Cox's Orange Pippin ' và 'Nữ công tước Oldenburg'. Kết quả là một quả táo thu hoạch sớm (đầu mùa giữa năm), rất hấp dẫn, với hương vị mật ong tương tự như Cox nhưng hơi sắc nét hơn. Công dụng chính của nó là cho ăn tươi.
'Alkmene' ra hoa vào giữa mùa, với những bông hoa không thể tự sinh sản, do đó cần thụ phấn chéo. Kích thước quả là trung bình và thay đổi, màu thịt có màu vàng hoặc cực kỳ vàng cho một quả táo, da có nền màu vàng lục với màu đỏ cam và dải màu đỏ mạnh mẽ. Giống cây trồng 'Red Windsor' có phần màu đỏ lớn hơn. Nó có khả năng chống bệnh vảy táo và dễ bị sương giá.
"Alkmene" đã được Hiệp hội trồng trọt Hoàng gia trao tặng Giải thưởng Công trạng làm vườn năm 1998.